# Пяшно (Поморське воєводство)
Пяшно (пол. Piaszno, нім. Pyaschen) — село в Польщі, у гміні Тухоме Битівського повіту Поморського воєводства.
Населення — 142 особи (2011).
У 1975-1998 роках село належало до Слупського воєводства.

## Демографія
Демографічна структура станом на 31 березня 2011 року:
|          | Загалом | Допрацездатний вік | Працездатний вік | Постпрацездатний вік |
| -------- | ------- | ------------------ | ---------------- | -------------------- |
| Чоловіки | 76      | 18                 | 49               | 9                    |
| Жінки    | 66      | 15                 | 31               | 20                   |
| Разом    | 142     | 33                 | 80               | 29                   |